# Нілус Сергій Олександрович
Сергій Олександрович Нілус (нар. 28 серпня (9 вересня) 1862 року в Москві — помер 14 січня 1929 року в селі Крутець Александровського округу Івановської промислової області) — російський релігійний письменник і громадський діяч, відомий як православний автор (зокрема книг, присвячених видатним особистостям Дівеєвського монастиря і Оптиної пустині) і публікатор антисемітської фальшивки Протоколи сіонських мудреців. Також відомий його брат Петро Олександрович.

## Біографія
Народився  Сергій Нілус у Москві в малорелігійній сім'ї дворянина Олександра Петровича Нілуса. Дитинство провів у Москві, приїжджаючи на літо в маєток Золотарево Мценського повіту Орловськой губернії. 1873 року був відданий у 1-у московську прогімназію (згодом — 7-а Московська гімназія), після закінчення котрої  1877 року вступив до 3-ої московської гімназії, яку закінчив 1882 року. 
Вступив на юридичний факультет Московського університету. 1886 року Нілус закінчив університет і був визначений кандидатом на судові посади Симбірського окружного суду. 
З 1887 року — кандидат на судові посади при прокуророві Еріванського окружного суду, 1888 року призначений помічником мирового судді Сурмалінського відділу Єреванського суду в містечко Баш-Норашен Шаруро-Даралагезського повіту. Того ж року, залишивши службу, Сергій Нілус віддалився у свій маєток в Золотареве, де зайнявся сільським господарством і торгівлею.  
Через деякий час стався глибокий внутрішній перелом у світогляді Нілуса. Його духовне відродження здійснилося завдяки дивному видінню преподобного Сергія Радонезького біля раки з його мощами в Тройце-Сергієвій Лаврі і зустрічам з Іоаном Кронштадським, який зцілив його від серйозної хвороби горла і повернув до  православної віри  з Георгієм Косовим.
Влітку 1900 року Нілус уперше відвідав Саровський і Дівеєвський монастирі, де познайомився з відомими подвижниками ігуменею Марією (Елизавета Олексіївна Ушакова) і блаженною Пашою Саровською.
1902 року Сергій Олександрович Нілус отримав у Дівеєвському монастирі архів Миколи Олександровича Мотовилова, співбесідника преподобного Серафима Саровського.  
1900 року Нілус почав проповідь про близькість пришестя антихриста і Страшного суду. У цей час також  відвідав Гефсиманського старця Варнаву, співпрацював з «Московськими відомостями», був автором багатьох статей у цій газеті. У цей же час до Нілуса потрапив рукопис під загальним заголовком «Протоколи зборів сіонських мудреців». 
У червні 1901 року Нілус уперше відвідав велику духом старецтва Оптину пустинь. 1903 року у світ вийшла перша книга Нілуса «Велике в малому», що мала вже декілька видань. У 2-е видання книги «Велике в малому» вперше були вставлені «Протоколи сіонських мудреців».
На початку 1905 року Нілус продав Золотарево і поступив на службу; з 1 жовтня 1907 року по 14 травня 1912 року жив в Оптиній пустині (у справах дворянства Міністерства внутрішніх справ помічником діловода у чині губернського секретаря, 1906 року він — колезький секретар). 
3 лютого 1906 року в Петербурзі С. А. Нілус повінчався з фрейліною государинь імператриць Оленою Олександрівною Озеровою, дочкою посланця в Афінах, а потім у Берні обер-гофмейстера Олександра Петровича Озерова.
Нілуси оселилися спочатку в районі Валдай: вересень (?) 1906 — вересень 1907 ; потім з 1 жовтня 1907 року до 14 травня 1912 року жили в Оптиній пустині (у «Леонтївській» садибі — двоповерховому будинку, де жив раніше К. Н. Леонтьев ).
Результатом розбору скитських рукописів та ознайомлення з духом і побутом життя посельників монастиря стала книга «Святиня під спудом». Щоденник, який тут вів Нілус, друкувався в «Слові Троїцькому», 1916 року під заголовком «На березі Божої річки» вийшов окремою книгою. 
1912 року, після інспекції монастиря архієпископом Серафимом і вимушеним від'їздом з нього старця Варсонофія, Нілуси також змушені були повернутися у Валдай, де жили до 1917 року.  
Після революції 1917 року Нілуса переслідували радянські власті. З літа 1917 року до квітня 1923 року Нілуси жили в садибі князя Володимира Давидовича Жевахова Ліновіца. Після виселення з садиби Нілуса багато разів заарештовували і тримали по декілька місяців в ув'язненні: у 1923, 1924, 1925, 1927, 1928 роках, проте кожного разу випускали на свободу. 1926 року  Нілуси переїхали в Кролевець Чернігівської губернії, 1928 року — в село  Крутець, поблизу Александрова.  
Помер С. А. Нілус 14 січня 1929 року. Похований у селі Крутець.  
2001 року товариство «Православний Петербург» заснувало премію ім. С. А. Нілуса «за літературні праці, у яких виявляється історична правда про минуле Росії». Її першим лауреатом став О. М. Стріжов. 
У 2003—2005 роках вийшло повне зібрання творів Нілуса.

## Праці
- «Великое в малом и антихрист как близкая политическая возможность», 1902 (2-е изд. 1905)
- «Сила Божия и немощь человеческая» (ч. 1-2, Сергиев Посад, 1908)
- «Святыня под спудом. Тайны православного монашеского духа» (Сергиев Посад, 1911)
- «На берегу Божьей реки» (Сергиев Посад, 1911, 1916)
- «Близ грядущий антихрист и царство диавола на земле» (Сергиев Посад, 1911; переизд. 1992)
- «Близ есть при дверех. О том, чему не желают верить и что так близко» (Сергиев Посад, 1917; 2 изд. — СПБ, 1997)
- «Протоколы Сионских Мудрецов: Всемирный тайный заговор» (изд. Берлинъ, 1922, с. 125)
- Нилус С. А.  Полное собрание сочинений (комплект из 5 книг)М.изд.Городъ, 2009, стор. 3600 ISBN 5-88060-175-7 тираж 7000